# Wzgórze Beaty
Wzgórze Beaty – wzgórze w południowej Polsce, położone na terenie Katowic, będące jednym z wzniesień Wzgórz Kochłowickich na Wyżynie Katowickiej. Zbudowane jest na skałach pochodzących z górnego karbonu, a jego wysokość wynosi ponad 323 m n.p.m. Partię szczytową zajmuje park im. Tadeusza Kościuszki, a na jego wierzchołku znajduje jest kościół pw. św. Michała Archanioła. 

## Geografia

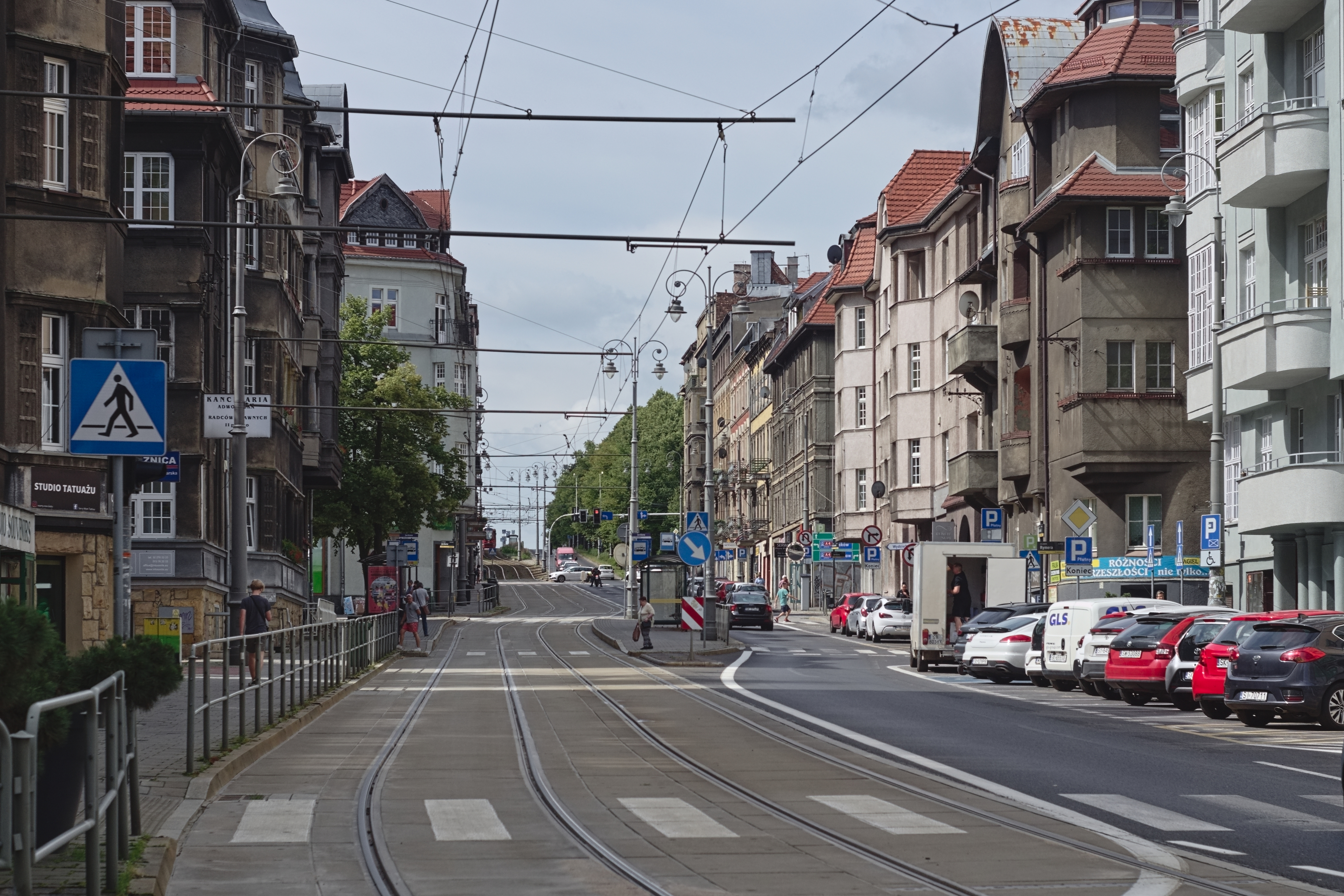
Fragment ulicy T. Kościuszki na wysokości skrzyżowana z ulicą J. Rymera; widok w kierunku partii szczytowej Wzgórza Beaty, z widoczną różnicą wysokości terenu (2024)

Wzgórze Beaty położone jest w centralnej części województwa śląskiego, na obszarze miasta Katowice. Jego szczyt znajduje się w graniach dzielnicy Brynów część wschodnia-Osiedle Zgrzebnioka, przy ulicy T. Kościuszki na wysokości skrzyżowania z ulicą A. Zgrzebnioka.
Według podziału fizycznogeograficznego Jerzego Kondrackiego Wzgórze Beaty jest w mezoregionie Wyżyna Katowicka (341.13), stanowiącym południową część makroregionu Wyżyna Śląska, a geologicznie w niecce górnośląskiej, która wypełniona jest utworami pochodzącymi z górnego karbonu w postaci łupków, piaskowców i zlepieńców zawierających pokłady węgla kamiennego. Skały te budują podłoże wzniesienia, które jest przykryte kilkumetrową warstwą osadów plejstoceńskich. 
Wzgórze Beaty pod względem geomorfologicznym jest jednym z wzniesień Wzgórz Kochłowickich, będąc jednym z czterech wyizolowanych wzgórz tego pasma. Charakteryzującym się spłaszczonym wierzchołkiem, jego stoki są dość łagodne, z większymi nachyleniami w partii podszczytowej. Wysokość Wzgórza Beaty wynosi 323,6 m n.p.m.
Średnia roczna temperatura powietrza w wieloleciu 1961–2005 według danych ze stacji meteorologicznej na terenie pobliskiego Muchowca wynosi 8,1 °C, a średnia roczna suma opadów w latach 1951–2005 wynosi 713,8 mm.
Przez Wzgórze Beaty przechodzi dział wód pomiędzy zlewnią Wisły i Odry. Wody z północnych stoków spływają do Rawy (dorzecze Wisły), zaś z południowych do Kłodnicy (dorzecze Odry).

## Przyroda i ochrona środowiska
Partię szczytową wzniesienia zajmuje park T. Kościuszki, powstały na obszarze dawnego Lasu Katowickiego. W parku zachował się fragmentarycznie zarówno naturalny drzewostan, jak i warstwa runa. Jest on wielogatunkowy i różnowiekowy – występuje tu ponad 90 różnych gatunków i odmian drzew i krzewów, w tym: graby, buki, lipy drobnolistne i klony. Miejsce to również stanowi schronienie dla niektórych gatunków zwierząt, a najliczniej dla ptaków. W większości są to gatunki leśne. Gnieżdżą tu: kosy, kwiczoły, sójki oraz świstunki, a prócz ptaków żyją tutaj wiewiórki, jeże, krety i płazy.

## Historia i zagospodarowanie

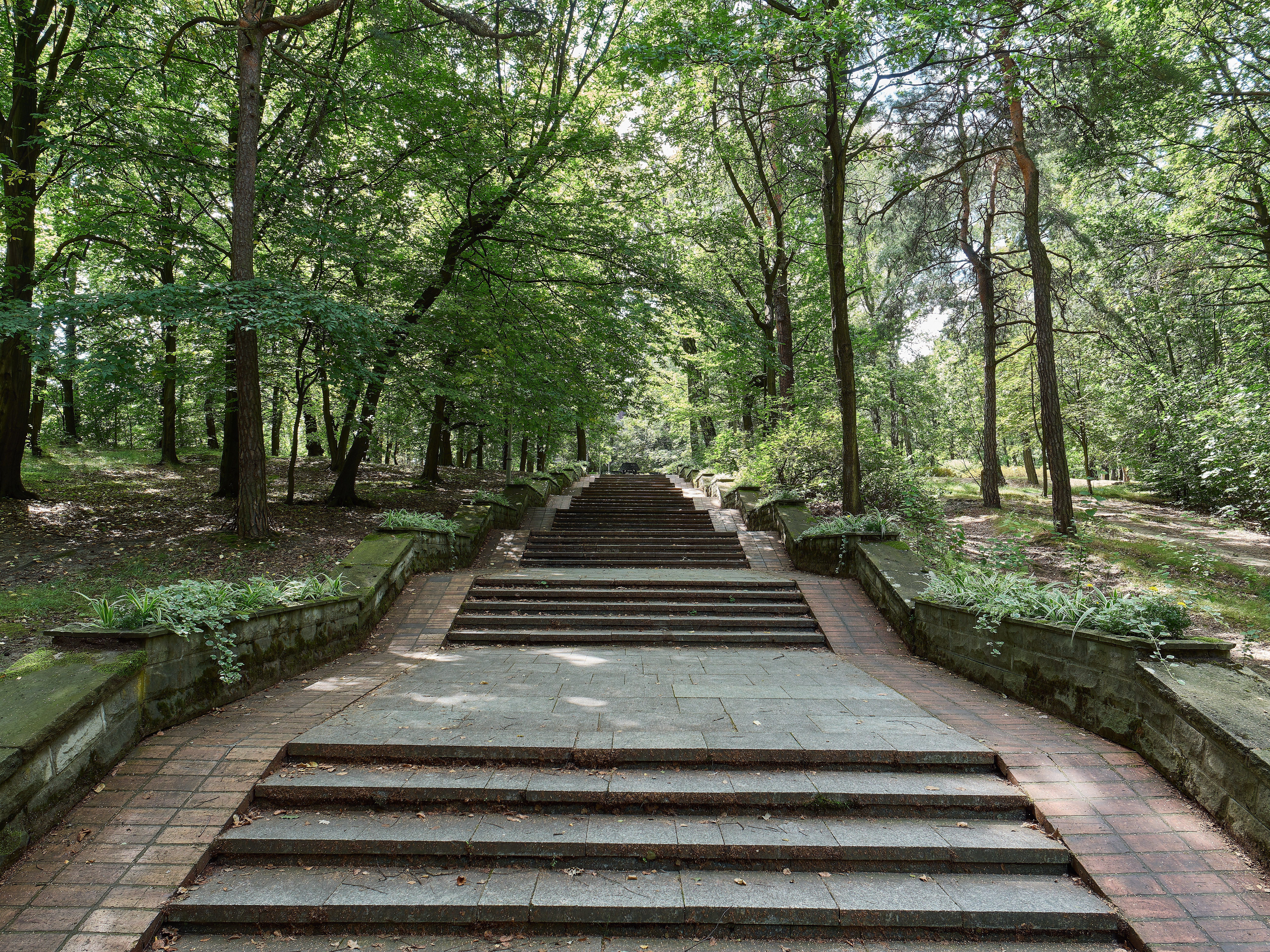
Fragment parku T. Kościuszki w Katowicach; alejka w kierunku partii szczytowej Wzgórza Beaty (2024)

Na Wzgórzu Beaty w 1801 roku Johann Ferdinand Koulhaas założył w 1801 roku kopalnię „Beate” (z niem. „Beata”). Wydobycie węgla kamiennego w zakładzie powadzono w latach 1801–1806 i 1836–1880. W miejscu kopalni został założony późniejszy park im. Tadeusza Kościuszki. Został on wytyczony w 1888 roku, a na terenie tym w latach 1894–1895 zaczęto tworzyć park Południowy (niem. Südpark). W 1925 roku parkowi nadano mu imię Tadeusza Kościuszki.
W 1903 roku na szczycie wzgórza stanęła 20-metrowa wieża Bismarcka. Rozebrano ją w 1933 roku, a na jej miejscu stanął przeniesiony z Syryni drewniany kościół pw. św. Michała Archanioła z dzwonnicą. W jego pobliżu, w okresie zimowym na zachodnim stoku wzgórza działa tor saneczkowy.
Przed I wojną światową, w rejonie ulicy Pięknej wzniesiono osiedle dla dozoru górniczego kopalni „Oheim” („Wujek”), natomiast we wschodniej części Wzgórza Beaty (po wschodniej stronie ulicy T. Kościuszki) w latach po II wojnie światowej wybudowano osiedla mieszkaniowe: powstałe w latach 60. XX wieku osiedle Ptasie oraz budowane w latach 1978–1994 osiedle im. Alfonsa Zgrzebnioka.
W kierunku północ-południe przez wzgórze przebiega jedna z najdłuższych katowickich ulic – ulica Tadeusza Kościuszki, natomiast od północy wzgórze przecina równoleżnikowo aleja Górnośląska (fragment autostrady A4).